# Игра (телесериал, 2011)
«Игра́» — российский остросюжетный криминально-драматический телесериал.
Телевизионная премьера сериала состоялась на украинском телеканале «ТРК «Украина»» в воскресенье 22 мая 2011 года. В выходной день состоялся показ первых 4 серии, до четверга сериал транслировался по 2 серии в день, а во вторник 2 июня 2011 года были показаны заключительные серии.
Телевизионная премьера сериала в России состоялась 18 февраля 2013 года на НТВ. Серии выходили в эфир с понедельника по четверг в 21:25.
Премьера второго сезона состоялась 13 июня 2016 года в 19:20 на НТВ. С понедельника по пятницу транслировалось по 3 серии в день нон-стопом, а во вторник, 21 июня 2016 года, были показаны заключительные серии.

## Сюжет

### Синопсис
В центре всех событий совершенно непохожие друг на друга главные герои — следователь ФСБ РФ Павел Белов и криминальный гений Алексей Смолин. Однажды судьбе было угодно столкнуть жизни этих людей, и с тех пор личная неприязнь переросла в упорное противостояние, сделав их непримиримыми врагами. Обоих ведут по жизни разные принципы и идеалы: Белова — чувство долга, достоинство и справедливость, а выбравшего путь беззакония Смолина — самые низменные чувства и пороки. Каждый готов бороться до конца, веря, что победа будет за ним. Это противоборство становится похоже на шахматную партию, ставка в которой — жизнь.

### 1-й сезон «Игра»
Действие сериала начинает разворачиваться в Волгограде, где два человека совершили дерзкое ограбление банка, в котором украли 25 миллионов рублей, убили двоих сотрудников милиции и скрылись в неизвестном направлении. На поиски грабителей были брошены все силы.
По уликам, оставленным на месте преступления, удаётся идентифицировать одного человека. Им оказывается некий Владимир Зеленцов. По адресу его проживания немедленно отправляется группа захвата, под руководством следователя ФСБ Павла Белова. На месте никого не оказывается, но обнаруживаются улики, подтверждающие причастность проживающих по данному адресу к ограблению. Через некоторое время обнаруживается, что на имя подозреваемого куплены 20 железнодорожных билетов в разные направления. Следователю Белову удаётся разгадать план преступников, и он понимает что билеты на поезда — это уловка, чтобы отвлечь внимание правоохранителей, а преступник будет покидать город через аэропорт. В аэропорту удаётся задержать подозреваемого, однако он ничего не говорит по факту преступления. На допросе он обещает убить следователя Белова за то, что тот его задержал. Во время транспортировки преступник, сымитировав приступ, сбегает, убив врачей и конвоиров. Его личность пока что остаётся неизвестной для следователей. Теперь противостояние перерастает в игру, опасную для жизни не только Белова и сбежавшего бандита, но и их ближайшего окружения. Вычислив номерной знак автомобиля, а затем и адрес проживания следователя, преступник организовывает ловушку для Белова у него дома. От Юлии Ветровой, сожительницы Белова, Алексей Смолин узнаёт, что следователь — хороший шахматист.
Когда Белов возвращается домой, он попадает в ловушку. Смолин предлагает ему сыграть в шахматы — в случае победы Белова его девушка останется в живых. Если же следователь проиграет, то умрёт и он, и его сожительница. Павел соглашается и проигрывает. Но в этот момент по адресу проживания полковника Белова прибывает группа ФСБ во главе со следователем Артёмом Климовым. Пользуясь моментом, Белов выбивает оружие из рук своего оппонента, и между ними завязывается драка. В ходе драки Смолин убегает, получив несколько огнестрельных ранений. Но Белову удаётся подложить ему в карман «маячок».
Вскоре раненого преступника опять окружают силы ФСБ и милиции. Они прочёсывают квадрат, где потеряли сигнал «маячка», когда Смолин заходит в место, выкупленное у его знакомого и оборудованное для работы с угнанными автомобилями. Там знакомый врач Олег Ланчак оказывает ему медицинскую помощь. Туда же приходит и напарник Смолина — Виталий Круглов («Круглый»). Бандитам удаётся выйти из окружения, выдав себя за сотрудников милиции.
Розыск продолжается, однако личности преступников всё ещё остаются неустановленными.
Вскоре из тюрьмы после пяти лет заключения выходит младший брат Смолина — Игорь («Гарик»). Теперь бандитов становится трое. Первым сотрудникам ФСБ удаётся установить личность Круглова. Именно он втёрся в доверие к работнице банка, который они ограбили, и получил от неё информацию, с помощью которой было организовано ограбление. Его мать, Марина Круглова, подтверждает связь её сына со Смолиным, однако его имени она не знает.
Смолина, а вместе с ним и его брата Игоря, с которым они уже совершили новые преступления, удаётся установить благодаря ликвидации преступника, который вместе со Смолиным-старшим проходил службу во Французском Иностранном легионе, куда оба вступили, имея проблемы с законом.
По мере противостояния между двумя главными героями гибнут их друзья и близкие. Так, сожительница главного антагониста Вероника Азарова случайно погибает от взрыва автомобиля, в ходе спецоперации ФСБ по задержанию преступника гибнет Игорь Смолин. Смолин решает отомстить Белову и его коллеге Климову, который убил Игоря. Реализуя свой план мести, он приезжает на свадьбу Артёма, убивает молодожёнов и их гостей.
Параллельно с тем, как Смолин противостоит Белову, он выстраивает «невидимую крепость» — организовывает и оформляет на подставное лицо Виктора Ежова крупные бизнесы, шантажируя и убивая всех, кто не согласен уступать бизнес или отдавать деньги. Очень скоро финансовые дела Смолина идут в гору, и он обеспечивает себя финансово, но не останавливается и ищет всё новые варианты пополнения бюджета войны с Беловым и другими врагами.
В конечном итоге полковнику Белову удаётся переиграть своего оппонента. Он заманивает Смолина в ловушку у себя дома.

### 2-й сезон «Игра. Реванш»
Алексею Смолину, осуждённому три года назад на пожизненное лишение свободы, помогают выйти из колонии, инсценировав его смерть. Условием его освобождения является оказание помощи влиятельному бизнесмену Сергею Грачёву, являющемуся шурином начальника колонии «Полярная сова», в которой отбывал срок Смолин. Помощь заключается в защите бизнеса Грачёва от рейдерского захвата и последующей ликвидации угрозы. Для круглосуточного отслеживания местонахождения Смолина бизнесмен использует специальное устройство-браслет, закреплённое на лодыжке, с GPS-трекером и зарядом, который детонирует при попытке самовольного снятия.
После того, как полковник ФСБ Павел Белов одержал победу в схватке со своим непримиримым противником — хитроумным бандитом Смолиным, он сменил место работы, и теперь возглавляет службу безопасности крупного банка. Он больше не работает в ФСБ, однако там у него остались друзья. Белов живёт вместе с женой и дочерью. Его всё ещё мучают кошмары, связанные с событиями прошлого. Также ему кажется, что на улице он видел своего врага — Смолина. В связи с этим Павел вместе со своим бывшим коллегой из ФСБ Николаем Денисовым проводит проверку факта смерти преступника в колонии. Однако инсценировка смерти Смолина была настолько тщательно спланирована и исполнена, что проверка даёт подтверждение факта его гибели в тюрьме.
Смолину довольно быстро удаётся выполнить свою часть сделки с Грачёвым по устранению вымогателей. Однако Грачёв не сдерживает слово и заставляет его продолжать работать на себя в качестве киллера, угрожая в случае неповиновения взорвать электронное устройство на ноге Смолина. Но такой меры оказалось недостаточно. Алексей, угрожая бизнесмену пистолетом, пытается заставить его снять браслет с ноги. Но у него не получается.
Выполнив заказ клиента, Смолин планирует отомстить полковнику Белову за годы заключения. Его целенаправленная встреча с бывшей женой Белова Натальей Кравцовой заставляет Павла продолжить неофициальное расследование.
Чтобы наказать Смолина, Грачёв забирает у него сына в качестве заложника и убивает на его глазах сестру его покойной сожительницы Марину Азарову. Также бизнесмен похищает дочь Белова с целью заставить его остановить расследование. Именно эта ситуация заставляет двух в прошлом непримиримых врагов, следователя и преступника — объединиться для спасения своих детей.

## Исполнители и их роли

### В главных ролях
| Актёр               | Роль |
| ------------------- | --- |
| Прохор Дубравин     | Павел Дмитриевич Белов гроссмейстер сыска, полковник юстиции, следователь Следственного управления центрального аппарата ФСБ РФ, начальник службы безопасности банка (1-2 сезон)                                                           |
| Павел Баршак        | Алексей Владимирович Смолин криминальный гений, бывший военнослужащий Французского Иностранного легиона в звании сержанта/бандит, заключённый из «Полярной совы»/официально умерший человек; больной психическим расстройством (1-2 сезон) |
| Спартак Сумченко    | «Круглый» (Виталий Андреевич Круглов) лучший друг и соратник Смолина, бывший офицер ВДВ/бандит, заключённый из «Чёрного дельфина»/беглый зек (убит Ленинским в 17-й серии 2 сезона) (1-2 сезон, ‡)                                         |
| Дарья Повереннова   | Наталья Игоревна Кравцова (с 2 сезона — Белова) бизнес-леди, жена Павла Белова/мать Леры Беловой (1-2 сезоны) |
| Евгений Стычкин     | Сергей Андреевич Грачёв влиятельный бизнесмен/глава крупной нефтяной компании (покончил жизнь самоубийством в 20-й серии 2 сезона) (2 сезон, ‡)                                                                                            |
| Андрис Лиелайс      | «Док» (Олег Ланчак) хирург, лечащий врач Смолина-старшего (1-2 сезон) |
| Наталья Левина      | Юля (Юлия Григорьевна Ветрова) девушка Павла Белова (убита Смолиным в 11-й серии 1 сезона; во 2-м сезоне появляется в воспоминаниях) (1 сезон, ‡)                                                                                          |
| Вероника Амирханова | Лера (Валерия Павловна Белова) дочь Белова (1-2 сезон) |
| Фёдор Миренков      | Пашка (Павел Алексеевич Азаров) сын Смолина (1-2 сезон) |
| Елена Торяник       | Марина (Марина Игоревна Азарова) сестра Азаровой, родная тётя сына Смолина (убита Медником в 4-й серии 2 сезона) (1-2 сезон, ‡) |
| Игорь Теплов        | «Младший»/«Гарик» (Игорь Владимирович Смолин) младший брат Алексея, бывший зек/бандит (убит в ходе спецоперации ФСБ в 12-й серии 1 сезона; во 2-м сезоне появляется в воспоминаниях) (1 сезон, ‡)                                          |
| Владимир Фекленко   | Артём (Артём Алексеевич Климов) помощник Белова, главный координатор опероуполномоченных ФСБ в звании капитан (убит Смолиным в 13-й серии 1 сезона; во 2-м сезоне появляется в воспоминаниях) (1 сезон,‡)                                  |
| Мария Горбань       | Ника (Вероника Игоревна Азарова) сожительница Алексея Смолина/мать Павла Азарова (ошибочно погибла от взрыва в автомобиле организованного Натальей Кравцовой в 14-й серии 1 сезона; во 2-м сезоне появляется в воспоминаниях) (1 сезон, ‡) |
| Сергей Тодоров      | Мирко (Мирослав Рахимыч) соратник Смолина по Французскому Иностранному легиону, террорист (захвачен Михаэлем в 19-й серии 2 сезона) (1-2 сезон)                                                                                            |
| Михаил Хмуров       | Олег Евгеньевич Дорохов генерал армии, директор ФСБ РФ/начальник ГВСУ СК России (1-2 сезон) |
| Юрий Внуков         | Виктор Андреевич Ежов бизнесмен/банкрот, подставное лицо Смолина (убит Кругловым в 17-й серии 1 сезона) (1 сезон, ‡) |
| Николай Козак       | Николай Владимирович Денисов соратник Белова, бывший офицер КГБ, главный координатор опероуполномоченных ФСБ в звании майора позже и подполковник (убит Смолиным в 13-й серии 2 сезона) (1-2 сезоны, ‡)                                    |
| Павел Басов         | Артур Васильевич Медник бывший офицер КГБ, куратор по линии ФСБ в звании полковник, начальник службы безопасности Грачёва (убит Беловым в 16-й серии 2 сезона) (2 сезон, ‡)                                                                |
| Алиса Корсак        | Кристина (Кристина Олеговна Долгова) соратница Смолина, подготовленный/внедрённый агент в доверие к Грачёву (убита Грачёвым в 19-й серии 2 сезона) (2 сезон, ‡)                                                                            |
| Елизавета Кононова  | Алиса (Алиса Сергеевна Грачёва) дочь Грачёва (сбита насмерть Кравцовой в 19-й серии 2 сезона) (2 сезон, ‡) |

### В ролях
| Актёр               | Роль |
| ------------------- | --- |
| Антон Афанасьев     | Олег компаньон Кравцовой (1-2 сезон) |
| Лидия Кузнецова     | Марина Юрьевна Круглова мать Круглова (1-2 сезон) |
| Мария Баева         | Надя (Надежда Игоревна Скворцова) сожительница Круглова/мать его будущего ребёнка (2 сезон) |
| Бабек Акперов       | Фаррух Мухаммед Али сослуживец Смолина по Французскому Иностранному легиону, террорист (убит в ходе спецооперации ФСБ в 5-й серии 1 сезона) (1 сезон, ‡) |
| Анна Фурс           | Кира (Кира Владимировна Милашевская) бывший член банды НС-скинхедов, специалист по изготовлению взрывных устройств/внедрённый Климовым агент под прикрытием ФСБ (убита Смолиным в 9-й серии 1 сезона; во 2-м сезоне появляется в воспоминаниях) (1 сезон, ‡) |
| Глеб Подгородинский | Вадим Алексеевич начальник колонии «Полярная сова» в звании полковник, шурин Грачёва (2 сезон) |
| Алёна Ивченко       | Светлана Вячеславовна бизнес-леди, дочь старого друга и компаньона Грачёва, канадская подруга Кравцовой (2 сезон) |
| Анастасия Савосина  | Юлия Алексеевна Грачёва сестра Вадима и жена Грачёва (погибла в ДТП подстроенным Кругловым в 7-й серии 2 сезона) (2 сезон, ‡) |
| Игорь Маслов        | Семён Коган криминальный авторитет/решальщик (погиб от несчастного случая подстроенным Смолиным во 2-й серии 2 сезона) (2 сезон, ‡) |
| Павел Груненков     | Амиран Джунашвили рейдер (взорван в личном автомобиле устроенным Смолиным в 3-й серии 2 сезона) (2 сезон, ‡) |
| Степан Старчиков    | Виктор Викторович Горбунов прокурор (убит Смолиным в 3-й серии 2 сезона) (2 сезон, ‡) |
| Мацей Штур          | Михаэль (Майкл Ламар) шпион/резидент МИ-6 в Москве (2 сезон) |
| Анатолий Завьявлов  | «Костян» бандит, заключённый из «Полярной совы»/официально умерший человек/убийца (убит Рахимычем в 18-й серии 2 сезона) (2 сезон, ‡) |
| Владимир Денисов    | «Генерал» бандит, заключённый из «Полярной совы»/официально умерший человек/убийца (убит Беловым в 20-й серии 2 сезона) (2 сезон) (2 сезон, ‡) |
| Роман Гредин        | «Ленинград» (Максим Аркадьевич Ленинский) бандит, заключённый из «Полярной совы»/официально умерший человек/убийца (убит Смолиным в 20-й серии 2 сезона) (2 сезон, ‡)                                                                                        |

## Список серий
| Сезон | Сезон | Серии | Название       | Премьерный показ                                                        |
| ----- | ----- | ----- | -------------- | ----------------------------------------------------------------------- |
|       | 1     | 20    | «Игра»         | 22 мая — 2 июня 2011 года ТРК «Украина»; 18 — 28 февраля 2013 года НТВ. |
|       | 2     | 20    | «Игра. Реванш» | 13 — 21 июня 2016 года                                                  |

### Сезон 1
| № серии | Название                | Автор сценария | Описание серии | Премьера        |
| ------- | ----------------------- | -------------- | --- | --------------- |
| 1       | «Часы Фишера»           | Илья Куликов   | Волгоград, ограблен банк. На место происшествия из Москвы вылетает Павел Белов, специалист управления «К» ФСБ. Отпечатки пальцев приводят группу в квартиру Владимира Зеленцова, где обнаружены пробитый бронежилет и пачки от денег. На имя Зеленцова куплены 20 железнодорожных билетов в разные концы России, милиционеры прочёсывают вокзалы. Вспомнив принципы шахматной партии, Белов решает, что не всё так просто и что преступник решил лететь самолётом. На регистрации он останавливает толстяка и замечает что у него слишком тонкие пальцы. Алексей Смолин, который прятал в накладках «жира» деньги, пытается сбежать, но его задерживают. На допросе он обещает убить Белова. При перевозке заключённых Смолин бежит и начинает выслеживать Белова. Смолин ждёт Павла в его же квартире, взяв в заложницы его девушку Юлию Ветрову, и предлагает сыграть партию в шахматы. Ставка в этой игре — жизнь. | 18 февраля 2013 |
| 2       | «Белов»                 | Илья Куликов   | Белов в больнице. Смолин и его напарник Виталий Круглов в бегах. Их преследуют оперативники ФСБ. Белов покидает больницу, и на улице случайно видит Смолина, организует погоню. Отстреливаясь, Смолин прячет напарника, а сам уходит через канализационный люк. Белов решает через СМИ дать понять Смолину, что они уже близко. Решающей информацией становится то, что Белов знает о ребёнке Смолина, он понял это на допросе. Смолин обеспокоен, он спешит за сыном, который находится у сестры его матери Марины Азаровой. Он уже не так уверен в себе, действия Белова достигли цели. | 18 февраля 2013 |
| 3       | «Младший»               | Илья Куликов   | Из тюрьмы выходит младший брат Алексея, Игорь Смолин. Он получил срок за ограбление, взяв вину за своих сообщников на себя. Смолин решает помочь ему получить долю с награбленного. Белов привлекает к делу психиатра Дмитрия Олеговича Полежаева, с помощью специальной методики умеющего различать, когда человек говорит правду, а когда лжёт. Вместе они опрашивают сотрудников банка, который ограбил Смолин. Одна из кассирш лжёт. Когда её уличают в этом, она рассказывает, что говорила о делах банка своему ухажёру. По снятым отпечаткам пальцев в её квартире Артём Климов находит досье Круглого. Гарик опасается просить свою долю у бывших сообщников. Все трое стали крутыми бизнесменами, находящимися под охраной большой группы бандитов… | 18 февраля 2013 |
| 4       | «La legion etrangere»   | Илья Куликов   | Предыстория. Пять лет назад Смолин совершил убийство, и ему приходится уехать во Францию, к тёте, а затем поступить на военную службу в Иностранный легион. Его сослуживец из Иностранного легиона пакистанец Фаррух Али в настоящее время предлагает ему работу: ограбить инкассаторскую машину. Смолин, Круглов и Гарик делают это, но Смолин не предупреждает сообщников, что в похищенном контейнере находится уран. ФСБ поручает Белову поиск похитителей и похищенного груза. | 19 февраля 2013 |
| 5       | «Спящая ячейка»         | Василий Внуков | Смолин передаёт похищенный контейнер с ураном Фарруху. Белов и его группа ведут поиски контейнера, и Смолина с Кругловым. Круглов приезжает к матери, та предупреждает сына, что его разыскивает ФСБ. За Кругловым следят оперативники, но ему удаётся оторваться от них. Белов через агентов выходит на Казанца, которому Фаррух предлагал выкрасть уран. Казанец сообщает, что груз собирались вывезти в Казахстан. На пограничном пункте обнаруживают фуру с повышенными показателями радиации, её останавливают и задерживают. Фаррух убит в перестрелке, но Смолин и его сообщники не обнаружены: они отказались перевозить контейнер, согласившись на половину гонорара. | 19 февраля 2013 |
| 6       | «Невидимая крепость»    | Илья Куликов   | Смолин строит «невидимую крепость»: убивает двух братьев-алкоголиков и присваивает их документы, поменяв фотографии. Спасает бизнес некоего Виктора Андреевича Ежова, чтобы через его компанию отмывать деньги. Смолин подстраивает убийство проститутки, в котором Ежов обвиняет себя. Устранив тело и заручившись поддержкой испытывающего муки совести Ежова, Смолин делает его послушной игрушкой в своих руках. Директор ФСБ Олег Евгеньевич Дорохов предоставляет Белову информацию, согласно которой Смолин служил в Иностранном легионе. Белов начинает копать дальше и выясняет имя Смолина-старшего. Приехав в его квартиру по адресу прописки, Белов обнаруживает только издевательскую записку от своего противника. | 20 февраля 2013 |
| 7       | «Чёрный ферзь»          | Илья Куликов   | Смолин с помощью Ежова покупает себе новую шикарную квартиру в Moskow-City и машины для себя и младшего брата, направляет Ежова заключить сделку о покупке трёх подпольных казино. Цену предлагает мизерную — один миллион долларов. Владельцы казино воспринимают это как оскорбление, чего и добивался Алексей. Смолин взрывает казино, показывая тем самым, что на предложения Ежова лучше соглашаться. Климов находит бывшую однокурсницу Вероники Азаровой, та рассказывает об отношениях Ники и Смолина в институте. Белов, Климов и оперативники приходят домой к Нике, где она собирает вещи, собираясь переезжать на новую квартиру. Смолин понимает, что его противники подбираются всё ближе. | 20 февраля 2013 |
| 8       | «Щепка»                 | Илья Куликов   | Смолин и с братом, проникнув в школу под видом сотрудников ФСБ, предварительно убив охранника, угрожают дочери Павла, Лере Беловой. Лера находится в шоковом состоянии, не может оставаться одна. Бывшая жена Белова Наталья Кравцова, просит Белова отказаться от дела Смолина и передать его другому следователю. Белов отвечает, что не может этого сделать. Ежов и Круглов снова встречаются с владельцем подпольных казино, тот, напуганный убийством своего напарника, передаёт им дело, даже не взяв денег. Смолин, которому мерещится искаженное гримасой ужаса лицо дочери Белова Леры, напивается в кафе… | 21 февраля 2013 |
| 9       | «Пешка»                 | Василий Внуков | После теракта на рынке задержана группа скинхедов, среди них девушка Кира Милашевская. Климов, не посоветовавшись с Беловым, предлагает ей сделку. Она должна познакомиться с Никой и вывести опергруппу на братьев Смолиных, за это с неё снимут все обвинения. Кира спасает Нику от «грабителей», и та начинает доверять своей новой знакомой. Ника уходит от слежки и встречается со Смолиным, рассказывает ему про Киру. Смолин решает проверить девушку, и назначает её на встречу. В последний момент о Кире становится известно Белову, и он требует, чтобы Климов отозвал девушку. Но уже поздно. Младший и Ника сажают Киру в машину и увозят в другой ресторан. А за рестораном, где первоначально была назначена встреча, наблюдает Круглов. Он и докладывает Смолину о нескольких машинах оперативников, приехавших за ним…                                                                               | 21 февраля 2013 |
| 10      | «Рокировка»             | Илья Куликов   | Смолин пытается вызволить Нику: она должна улететь во Францию и получить там дальнейшие инструкции. Группа Белова следят за ней, но в Париже её след теряется, она возвращается в Москву под другим именем. С новыми документами она стала иностранкой с дипломатической неприкосновенностью. Белову приходится отвести дочь к психологу: у Леры начались приступы паники. Белов и его бывшая жена Наталья решают начать свои отношения сначала. Покерные клубы, которые заполучил Смолин, приносят прибыль, но её недостаточно для него, следующим его ходом становится разработка крупного нефтяного магната. Сын его управляющего — наркоман. | 22 февраля 2013 |
| 11      | «Убийца»                | Илья Куликов   | Смолин с братом в квартире Егора Бурковца — наркомана, сына финансового советника нефтяного магната. В ванной находится труп с простреленной головой, это дело рук Егора. В дверь звонят ППСники, которых вызвали соседи, слышавшие выстрел. Показав милицейское удостоверение, Смолин выпутывается из ситуации. Смолин и Круглов встречаются с отцом Егора, Владимиром Бурковцом. В обмен на жизнь сына Смолин требует встречи с нефтяным магнатом Олегом Тимофеевичем Алышевым. Белов прибывает в квартиру Егора и не может понять, как труп связан со Смолиным. Девушка Климова Дарья сообщает Артёму, что она беременна. Они решают пожениться. Смолин убивает Юлю, девушку Белова, с которой они недавно расстались. | 22 февраля 2013 |
| 12      | «Размен»                | Илья Куликов   | Смолин встречается с нефтяным магнатом Алышевым. Показав ему на экране убийство его финансового советника Бурковца, он вынуждает миллионера расстаться с двадцатью миллионами евро. Оперуполномоченные ФСБ следят за Бурковцом, им удается засечь телефонный разговор и зафиксировать местоположение звонившего. Таким образом они выходят на Гарика, только что убившего Бурковца. Его преследуют, чтобы взять живым. По требованиям оперативников Гарик отбрасывает пистолет, и Белов, думая, что преступник безоружен, идёт на него. Но Гарик стреляет в Белова из второго пистолета… | 22 февраля 2013 |
| 13      | «Расплата»              | Илья Куликов   | Климов убивает Гарика сразу после того, как тот выстрелил в Белова. Его спас бронежилет. Смолин звонит на телефон брата, Белов сообщает ему о том, что его брат мёртв. Климов и Даша готовятся к свадьбе. Смолин собирается на дело, просит Круглова найти ему людей, но самого его не привлекает. Свадьбу Артёма и Даши прерывает вторжение Смолина и его наёмных бойцов: они расстреливают всех присутствующих в свадебном зале. Даша ранена, Климов преследует одного из бойцов и убивает его. Смолин берёт в заложники Климова, Белов обещает уйти из ФСБ, если Смолин отпустит Климова. Но Смолин непреклонен: убивая Климова, он мстит за брата. Оставшийся в живых сообщник увозит Смолина от места свадьбы. | 25 февраля 2013 |
| 14      | «Это бизнес»            | Илья Куликов   | Невеста Климова Дарья умирает в больнице. Леру решено отправить в Канаду к отцу Кравцовой. Наташа хочет как-то обезопасить свою семью и заказывает убийство Смолина. Круглов, понимая, что долго им не продержаться, убеждает Нику взять сына Смолина и вернуться домой, она отказывается. Киллеры, выполняющие задание Кравцовой, подкладывают взрывное устройство под сидение машины Смолина. В машину садятся Смолин, Ника и их сын Пашка. Машина взрывается… | 25 февраля 2013 |
| 15      | «Кровь невиновных»      | Василий Внуков | Смолин уверен, что заказчиком взрыва машины, в которой погибла Ника, был Ринат, один из бывших владельцев покерных клубов. Николай Денисов выясняет, что во взорванной машине была именно Ника, несмотря на поддельные документы. Машина принадлежала Ежову, после разговора с ним Белов думает, что Ежов может стать следующей жертвой Смолина. Круглов выслеживает Рината и убивает его, но оставляет в живых его девушку. Белов и опергруппа следят за кладбищем, где происходят похороны Ники. Когда оперативники разъезжаются, машину Белова подрезает автомобиль, за рулём которого находится Смолин. Враги направляют пистолеты друг на друга… | 26 февраля 2013 |
| 16      | «Пат»                   | Илья Куликов   | Смолин уходит от погони Белова, поставив его перед выбором: жизнь двух ДПСников или дальнейшее преследование. Оперативник Денисов выбивает из Марины Азаровой признание, что она знает Смолина, берёт у неё фотографию сына Алексея. Мальчик объявлен в розыск, и няня, которой Круглов оставил Пашшу, приводит его к Белову. Психологи находят у мальчика баротравму, и Белов понимает, что мальчик был во взорвавшейся машине, а также то, что целью, скорее всего, был Смолин. Ежов признаётся Белову, что Смолина сдал киллерам он, но заказчиком он не был. Смолин решает бежать, прихватив и Круглова. Он приказывает Ежову приготовить деньги, но без сына уходить не собирается… | 26 февраля 2013 |
| 17      | «Эндшпиль»              | Василий Внуков | Ежову становится плохо, его увозят в больницу. Смолин звонит ему и настаивает на передаче денег. Ежов договаривается с охранниками, чтобы они убили Смолина и Круглова, выследив их при передаче денег. Но Смолин оказывается быстрее, и сам убивает охранников. Марина приходит к сыну Смолина Пашке в медицинский центр: её подослал Смолин, чтобы она разведала обстановку. Круглов убивает Ежова, когда тот приходит домой. Перед смертью Ежов успевает нажать тревожную кнопку для вызова оперативников. Смолин выкрадывает сына… | 27 февраля 2013 |
| 18      | «Мой единственный друг» | Илья Куликов   | Круглову удаётся уйти от преследования после убийства Ежова, он спрятался на крыше высотки. Смолин пытается освободить Круглова, устроив кровавую бойню. Круглов ранен, ему приходится сдаться. К нему применяют «сыворотку правды». Круглов рассказывает про квартиру в Moskow-City, но Смолина уже там нет, они с сыном скрываются на складе. Сын Смолина заболел, и Смолин приводит врача Олега Ланчака. Мальчика на три дня забирает к себе доктор. Белова вызывает директор ФСБ: он под подозрением, ФСБ знает о встрече Кравцовой и вора в законе — того, кому она заказала убийство Смолина. Белов убеждает директора ФСБ, что не имеет к этому отношения… | 27 февраля 2013 |
| 19      | «Шах»                   | Илья Куликов   | Кравцова признается Белову, что заказала убийство Смолина. Док говорит Смолину, что у мальчика воспаление легких и что ему нужно в больницу. Смолин охотится за Кравцовой: снимает офис напротив её кабинета и следит за ней. Познакомившись с МЧСником Юрой, Смолин вербует и использует его, чтобы попасть в офис Кравцовой. Смолин стреляет в Кравцову, ранит её, затем, пробравшись в больницу, устраивает взрыв и открывает стрельбу в Белова. Убит один из оперативников, но Белов остаётся жив, Смолину удаётся скрыться. По телевизору Смолин узнаёт об отставке Белова, но понимает, что не может оставить в покое своего противника и просто уехать. | 28 февраля 2013 |
| 20      | «Мат»                   | Илья Куликов   | Белов отказывается от дела Смолина, но Смолин не может отступить. Он находит себе помощника, который следит за Беловым. В ФСБ сообщают о сыне Смолина, который находится в одной из больниц, оперативники устраивают там засаду на Смолина. Смолин отправляет туда своего помощника, а сам проникает в дом Кравцовой, где находится Белов… | 28 февраля 2013 |

### Сезон 2
| № серии | Название               | Автор сценария     | Описание серии | Премьера     |
| ------- | ---------------------- | ------------------ | --- | ------------ |
| 1 (21)  | «Смерть после жизни»   | Илья Куликов       | Через три года после того, как следователь Павел Белов и преступник Алексей Смолин столкнулись в смертельной схватке, Белов видит Смолина на улице. Он не верит своим глазам, ведь Смолин, приговорённый к пожизненному заключению, был убит одним из сокамерников и похоронен в колонии. Находящийся в заключении, напарник Смолина, Виталий Круглов получает передачу в виде несколько игральных карт, именно такую комбинацию показывал ему Смолин в покерном клубе. К Марине Азаровой, которая все эти годы растит сына Смолина, является бывший сослуживец Смолина, серб Мирослав Рахимыч. Он передаёт Марине деньги и говорит, что придёт ещё. И действительно приходит вместе со… Смолиным. | 13 июня 2016 |
| 2 (22)  | «Раб лампы»            | Василий Внуков     | За полгода до «воскрешения» Смолина, глава крупной компании «Nordoil Stream» Сергей Андреевич Грачёв переживал нелёгкое время, рейдеры пытались отобрать у него бизнес. Он обращается за помощью к своему шурину, брату своей жены Вадиму Алексеевичу, который является начальником колонии «Полярная сова», в которой отбывал пожизненный срок Смолин. В обмен на свободу Смолин должен решить проблемы бизнесмена и ликвидировать угрозу. На него надевают браслет со взрывчаткой и дают паспорт на имя Токарева Алексея Васильевича. | 13 июня 2016 |
| 3 (23)  | «Охота»                | Василий Внуков     | От рук рецидивиста Смолина один за другим погибают враги Грачёва, но он отпускать Смолина не спешит, понимая, что с его помощью может расширить бизнес. Из Европы к Смолину прилетает его боевой товарищ Мирко. Смолин начинает собственную игру, посылая Белову однозначный сигнал, что он жив и на свободе. | 13 июня 2016 |
| 4 (24)  | «Залог»                | Василий Внуков     | Вместе со старым сослуживцем с Лубянки Белов и Николай Денисов устанавливают, что Смолин расправился с тремя врагами нефтяного магната Грачёва, родственник которого начальник колонии, в которой сидел Смолин. Люди бизнесмена на глазах Мирко увозят сына Смолина Пашшу, убив сестру его покойной матери, Марину. Белов вылетает в колонию и требует от начальника выдать ему тайну побега Смолина. Тот делает вид, что ничего не понимает. В самолёте Белов узнаёт, что его дочь Лера похищена. Смолин предлагает Белову объединиться для поиска и спасения детей… | 14 июня 2016 |
| 5 (25)  | «Тень»                 | Илья Куликов       | Мирко находит отчаянную девицу по имени Кристина Долгова, способную внедриться и втереться в доверие к нефтяному магнату Грачёву. Смолин требует от Белова, чтобы тот устроил Круглову побег, который необходим для спасения похищенных детей. Грачёв даёт Смолину новое задание устранить Светлану, дочь его бывшего компаньона. | 14 июня 2016 |
| 6 (26)  | «Побег»                | Василий Внуков     | Круглова этапируют в Москву для допроса и проведения следственных мероприятий. Белов и Смолин разрабатывают хитроумный план по его освобождению и осуществляют его. Грачёву докладывают о бегстве Круглова. | 14 июня 2016 |
| 7 (27)  | «Внедрение»            | Василий Внуков     | Белов обучает Кристину тонкостям работы агента под прикрытием, готовит её внедрение в ближайшее окружение Грачёва. Смолин решает помочь осуществить внедрение и подстраивает ДТП, в котором погибает жена Грачёва, Юлия Грачёва. Подполковник ФСБ Денисов, бывший сослуживец Белова узнаёт, что Смолин жив и на свободе. Наталья Кравцова получает возможность по телефону пообщаться с Лерой. Светлана, которую должен по поручению Грачёва устранить Смолина, оказывается канадской подругой Кравцовой. | 15 июня 2016 |
| 8 (28)  | «Большие неприятности» | Василий Внуков     | Грачёв тяжело переживает трагическую гибель жены, единственная, кто может его утешить, это Кристина. Таким образом операция по её внедрению благополучно завершена. Круглов спасает девушку Надежду Скворцову от изнасилования, у них завязываются близкие отношения. | 15 июня 2016 |
| 9 (29)  | «Помутнение»           | Василий Внуков     | Кристина в загородной резиденции Грачёва знакомится с его дочерью Алисой, между ними возникает конфликт. Белов выясняет место, где удерживают Леру и Павлика. У Смолина от приёма лекарств случается помутнение рассудка, он открывает стрельбу по случайным прохожим. | 15 июня 2016 |
| 10 (30) | «Штурм»                | Василий Внуков     | Белов, Мирко и Круглов готовят операцию по освобождению детей. Смолин все ещё в браслете, а потому вынужден остаться в Москве на виду у Грачёва. Он знакомится с Кристиной, между ними проскакивает искра. Штурм дома, где удерживают Леру и Павлика, оборачивается неудачей, в перестрелке тяжело ранен Круглов. Грачёв снимает с ноги Смолина браслет и приказывает убить Белова и его жену Кравцову. | 16 июня 2016 |
| 11 (31) | «Блеф»                 | Василий Внуков     | Круглова удаётся спасти. Но теперь его ищет девушка Надя, которую он спас от насильников и в которую влюбился, представившись ей оперативником с Петровки. Она рвётся приехать к нему, и он вынужден пригласить её в квартиру врача Олега Ланчака, где отлёживается после операции. Смолин встречается с Кристиной и просит её подложить взрывчатку в дом охраны особняка Грачёва. В доме Грачёва к приехавшему сюда Смолину приводят дочь Белова Леру и приказывают убить её. Смолин отказывается, а Грачёв говорит, что не верит в то, что он выполнил его приказ и убил Беловых. И приказывает убить самого Смолина, но тот приводит в действие взрывчатку в доме охраны…                       | 16 июня 2016 |
| 12 (32) | «Орёл или решка»       | Василий Внуков     | Смолин с помощью Мирко удаётся уйти от погони начальника службы безопасности Грачёва, Артура Медника и его людей. Узнав от Смолина, как Грачёв стрелял из лука в яблоко на голове его дочери, Белов решает похитить Алису и обменять её на заложников. Грачёв разыгрывает жизнь детей Белова и Смолина в «орла и решку». | 16 июня 2016 |
| 13 (33) | «Ультиматум»           | Василий Внуков     | Круглов по телефону узнаёт от Нади, что станет отцом. Денисов, побывавший у Нади, ставит Круглову ультиматум, угрожая «сгноить» её в СИЗО. Смолин встречает оперативную группу Денисова у квартиры матери Круглова и убивает их, оставив в живых только одного. | 17 июня 2016 |
| 14 (34) | «Бандит»               | Владимир Батрамеев | Круглов добивается встречи с Надей, чтобы убедить её остаться с ним. Надя сообщает, что собирается сделать аборт, Круглов в шоке. Кравцова анонимно посылает Алисе видео с записью того, как её отец стреляет в детей-заложников. | 17 июня 2016 |
| 15 (35) | «Любовь и страх»       | Владимир Батрамеев | Белов требует от Медника решения вопроса с освобождением детей, однако тот лишь тянет время. Круглов ищет способ, как убедить Надю не делать аборт. Кристина признаётся Белову, что умышленно спасла Грачёва от гибели, и в том, что любит Смолина. | 17 июня 2016 |
| 16 (36) | «Переступив черту»     | Владимир Батрамеев | Белов устанавливает слежку за Медником, пытаясь определиться, как поступить с ним: устранить угрозу или продолжать ждать, надеясь, что тот повлияет на Грачёва и освободит детей. Кравцова направляется в офис Грачёва, она стреляет в него, но только ранит. Её хватают и увозят на склад, откуда её выручают Смолин и Круглов. | 20 июня 2016 |
| 17 (37) | «Судьба»               | Владимир Батрамеев | Чудом выжив после покушения, Грачёв решает немедленно нанести ответный удар. Для этого он освобождает из колонии «Полярная сова» троих членов «Всеволжской ОПГ», отбывавших пожизненное заключение, и вешает на них такие же браслеты, какой был на Смолине. От Алисы Кристина узнает, что Грачёв жив, и передаёт новость Смолину. | 20 июня 2016 |
| 18 (38) | «Слово офицера»        | Владимир Батрамеев | Оказавшейся в плену у Грачёва Наташе удаётся подать сигнал Белову. Он звонит Грачёву и предлагает тому «бартер»: Наташу в обмен на того, кто сообщает все сведения о нём в стан его врагов. Грачёв приезжает на эту встречу… с Кристиной. | 21 июня 2016 |
| 19 (39) | «Цугцванг»             | Владимир Батрамеев | Белов пытается не допустить, чтобы Кристина рассказала Смолину о том, что её раскрыли. С этой целью он едва ли не силой увозит её из Москвы, чтобы на время спрятать у друга. Алиса решает проследить за отцом и выяснить, какими тёмными делами он занимается. Она видит, как Леру привозят и сажают под замок. Она звонит Кравцовой и назначает ей встречу в кафе. Удирая от погони охранников Грачёва, Кравцова на машине нечаянно сбивает Алису. | 21 июня 2016 |
| 20 (40) | «Последний удар»       | Владимир Батрамеев | Белов и Смолин освобождают детей и переправляют их с Кравцовой в безопасное место. Затем предпринимают последнюю попытку разобраться с неуязвимым миллиардером. Грачёву удаётся ранить Смолина, но Белов вывозит его. Два заклятых врага наставляют друг на друга стволы, не зная, что Грачёв в этот миг уже шагнул в небытие… | 21 июня 2016 |

## Эпиграфы к сериям
Тексты эпиграфов в начале каждой серии читает актёр и мастер озвучивания Дмитрий Полонский.
1-й сезон «Игра»
1. «Только действительно сильный шахматист знает, насколько слабо он играет». (Савелий Тартаковер, гроссмейстер)
2. «Недостаточно быть хорошим игроком, надо ещё хорошо играть». (Зигберт Тарраш, гроссмейстер)
3. «Я чувствую себя превосходно, видя своего противника извивающимся в предсмертных мучениях». (Роберт Фишер, гроссмейстер)
4. «В шахматах можно лишь тогда стать большим мастером, когда осознаёшь собственные ошибки и слабости. Точно как в жизни». (Александр Алехин, гроссмейстер)
5. «Кто Ваш сегодняшний противник? Сегодня я играю против чёрных фигур». (Акиба Рубинштейн, гроссмейстер)
6. «В моей жизни бывали такие периоды, когда я почти что поверил, что даже одной единственной партии проиграть не могу». (Хосе Рауль Капабланка, гроссмейстер)
7. «Всю жизнь с одной женщиной — это как эндшпиль с разноцветными слонами». (Виктор Корчной, гроссмейстер)
8. «Я стал всё чаще добиваться успеха в решающих партиях. Возможно, потому, что я осознал простую вещь: не только меня одолевал страх, но и моего противника». (Михаил Таль, гроссмейстер)
9. «Только хороший слон может быть пожертвован. Плохой может быть только проигран». (Юрий Разуваев, гроссмейстер)
10. «Я — чемпион мира и не обязан ни с кем ничего обсуждать». (Вишванатан Ананд, гроссмейстер)
11. «Тактик должен знать, что надо делать, когда есть что делать, стратег должен знать, что надо делать, когда нечего делать». (Савелий Тартаковер, гроссмейстер)
12. «При правильной игре с обеих сторон ничья неизбежна». (Зигберт Тарраш, гроссмейстер)
13. «Сегодня ты даёшь сопернику урок, а завтра он тебе». (Роберт Фишер, гроссмейстер)
14. «Комбинация — душа шахмат». (Александр Алехин, гроссмейстер)
15. «Владеть инициативой — значит иметь определённое преимущество». (Хосе Рауль Капабланка, гроссмейстер)
16. «Если соперник предлагает тебе ничью, попробуй понять, почему он считает, что стоит хуже». (Найджел Шорт, гроссмейстер)
17. «Шахматы беспощадны. Ты должен быть готов убивать». (Алексей Широв, гроссмейстер)
18. «Играть на ничью белыми — это своего рода преступление против шахмат». (Михаил Таль, гроссмейстер)
19. «Когда я играю белыми то выигрываю потому, что играю белыми. Когда я играю чёрными, то выигрываю потому, что я — Боголюбов». (Ефим Боголюбов, гроссмейстер)
20. «Противники ставят себе мат сами. Надо лишь немного подождать». (Зигберт Тарраш, гроссмейстер)

2-й сезон «Игра. Реванш»
Во втором сезоне эпиграфы отсутствуют, однако по сценарию в сериале происходящие ситуации фактически являются идентичными тем что были в первом сезоне

## Саундтрек в сериале
Главным саундтреком сериала является песня Константина Легостаева под названием «Игра» а также:
| Исполнитель                   | Название композиции |
| ----------------------------- | ------------------- |
| Олеся Астахова                | Лучший день         |
| Tiger Baby                    | Landscapes          |
| Turtle Giant                  | Travel              |
| Jonny Manak & The Deprissives | 1.21 Jiggawats      |
| Taxi Doll                     | Wrong Side of Town  |

## Факты
- Одним из претендентов на роль Смолина первоначально был актёр Андрей Гринев.[9].

- В период съёмок 1-го сезона актёр сыгравшего роль Белова, Виталий Емашов сменил имя и фамилию на Прохор Дубравин.[10].

- Запомнившийся многим зрителям зловещий смех Смолина, по словам сыгравшего эту роль Павла Баршака, был изобретён им, когда он пытался воспроизвести смех своего отца.

- Павел Баршак, которому прежде приходилось играть по большей части положительных персонажей, о том, что в «Игре» ему было предложено сняться в роли злодея, сказал:

– Как-то в интервью имел неосторожность сказать, мол, не дают играть «плохишей», и вот – на тебе.
При этом по поводу характера сыгранного им хладнокровного убийцы и грабителя Алексея Смолина актёр добавляет: 
– У Смолина, как и у каждого, своя правда. <...> Сначала Смолин просто добивался безопасности для своей семьи, но когда понял, что «фэбесы» не оставят его, поставил на карту все. А так как он человек азартный, игра его захватила. Возможно, сначала он и рассчитывал, что все закончится, когда они с Круглым, ограбив банк, заработают громадную сумму денег. Но оказалось, что остановиться непросто, к тому же потом между ним и Беловым завязалась настоящая схватка, кто – кого. Что называется, не на жизнь…

## История создания
Съёмки 1-го сезона проходили с ноября 2010  по март 2011 года..
Автором идеи сериала является один из создателей популярных остросюжетных сериалов «Глухарь» и «Меч» Илья Куликов, им же была осуществлена разработка сюжета, а режиссёром-постановщиком выступил Геннадий Иванов..
Съёмки 2-го сезона проходили с начала августа по конец декабря 2014 года..